# 科尔内留·扬
科尔内留·扬（羅馬尼亞語：Corneliu Ion，1951年6月27日—），罗马尼亚男子射击运动员。他曾代表罗马尼亚参加1976年、1980年、1984年和1988年夏季奥林匹克运动会射击比赛，获得一枚金牌和一枚银牌。